# Jüdischer Friedhof (Weitersburg)

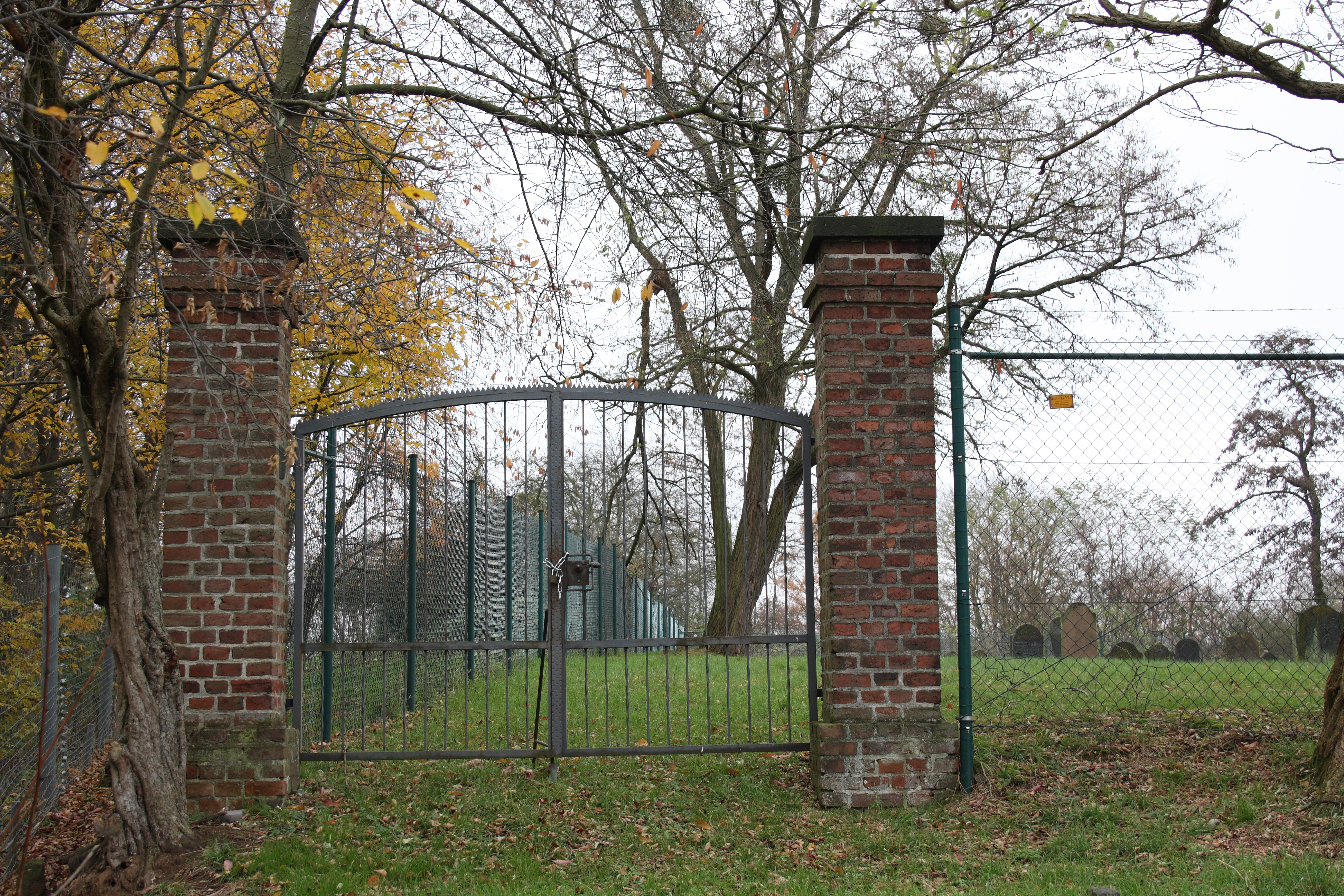
Eingang zum jüdischen Friedhof in Weitersburg

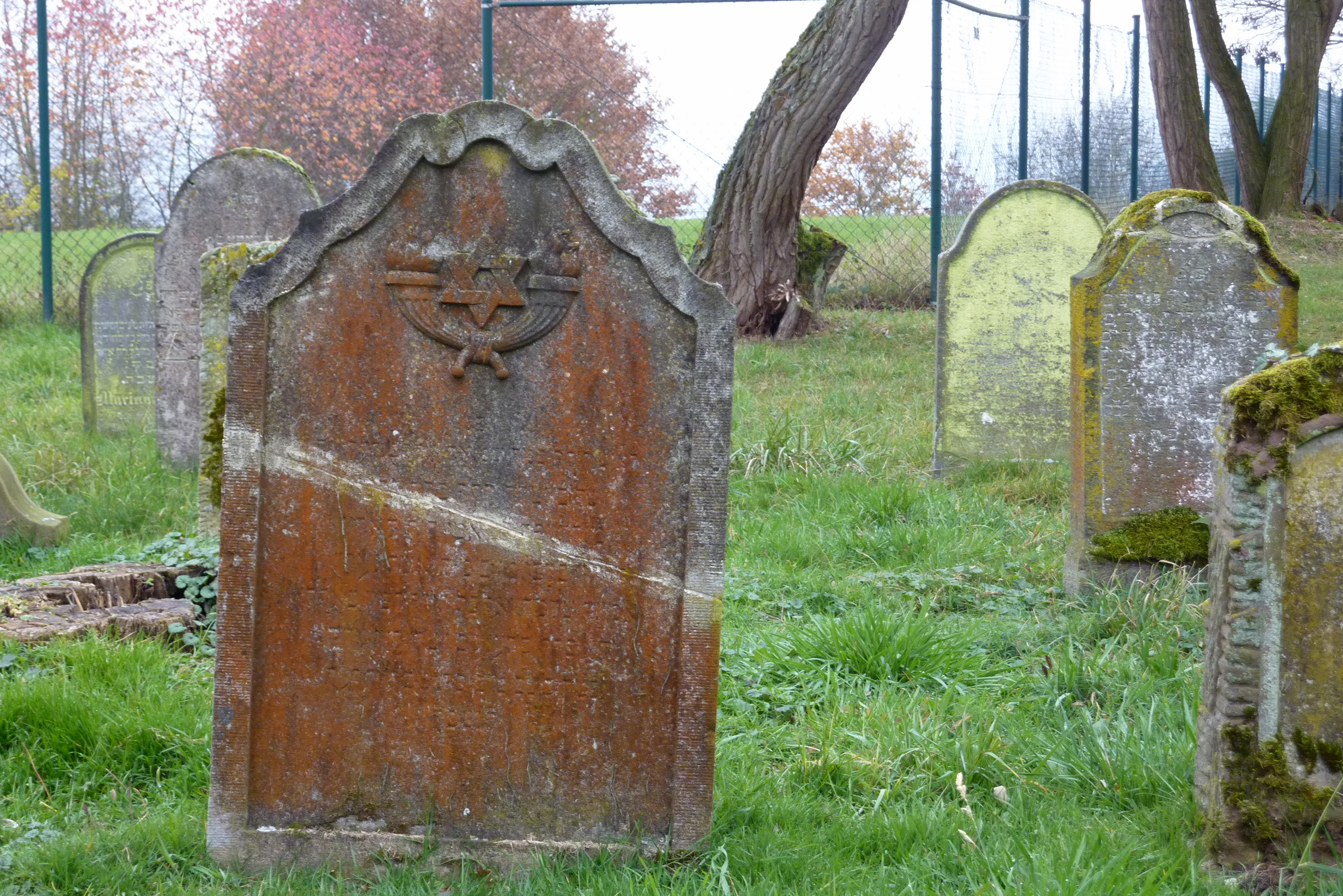
Grabsteine

Der Jüdische Friedhof in Weitersburg, einer Ortsgemeinde im Landkreis Mayen-Koblenz in Rheinland-Pfalz, wurde vermutlich im 17. oder 18. Jahrhundert angelegt. Der jüdische Friedhof, südöstlich des Ortes neben der Bundesautobahn 48, ist ein geschütztes Baudenkmal. Der Friedhof ist erreichbar über eine entlang der Autobahn vorbeiführenden Fahrweg, der von der Verbindungsstraße zwischen Weitersburg und Vallendar abzweigt.

## Geschichte
Die jüdischen Gemeinden von Weitersburg, Arenberg, Immendorf und Vallendar (bis zu Anlegung des eigenen Friedhofes in Vallendar im 20. Jahrhundert) bestatten ihre Toten auf diesem Friedhof. Auf dem 25,30 Ar großen Areal sind heute noch etwa 120 Grabsteine vorhanden, die hauptsächlich aus dem 19. Jahrhundert stammen.